# Котеновци
Котѐновци е село в Северозападна България. То се намира в община Берковица, област Монтана.

## География
Село Котеновци се намира в планински район.

## История
В северните склонове на Западния Балкан от двете страни на река Златица, десен приток на река Огоста, е разположено малкото селце Котеновци. Защо така е наречено и кога именно се е заселило на това място не е известно. Предполага се, че носи името си от местонахождението, на което е населено. То е скрито в котловината на река Златица между високи бърда и от там името Скутаница – Котеновци. Селото е свързано с пътища, от изток-шосе-12 км до Берковица, на север-шосе 18 км до Михайловград, на запад с черни пътища със селата: Еловица, Говежда, Меляне, Георги Дамяново. По тези пътища жителите на Чипровския и Лопушанския край са ходели пеша до град Берковица. Няколко пъти българите, са напускали селото поради лошите условия за живот, но турците са ги връщали и наново заселвали. Каква цел са преследвали с това не се знае, но се предполага, че са искали да се укрепи планинското място за по-добра охрана на прохода Берковица – Пирот.
Няколко пъти селото е погубвано и от епидемични болести – чума, холера. При появяване на епидемия хората са запалвали жилищата си с цел да изгорят болестта. При последното палене е изгоряло цялото село. Това е било след покръстването на българите през 865 г.
Според предания селището е съществувало още в римско време. Местното население се е състояло от 25 къщи като точното число на жителите не се знае. Къщите са били покрити със слама и в редки случаи с плочи. Единствен пазител на нещастните българи е бил близкият Балкан. Че българите са били тук по-добре и не са засегнати от гръцкото духовенство, личи от това, че тук е имало черква, в която се е служело на старобългарски език. Черквата съществува в селото и след Освобождението. Сградата е била на мястото на сегашната черква, която е построена през 1863 г. с труда на населението. Щом българинът е имал място, където е можел свободно да отправи молитвата си, той е бил доволен. 
Доказателство, че е съществувала черква тогава, са намерените кръстове и други църковни помагала. След палежите за изгаряне на болестите е изгоряла и черквата. Селото се премества към по-горния край на днешното село около „Язов дол“. Преди около 2000 години селото се намирало в местността „Селище“. За това свидетелстват гробищата, които са открити при разкопките. Намерени са кости, пръстени и други вещи.
През 1924 година са направени разкопки в селото и са намерени кръстове, железни рамки и основи на черква. В книгата си „Алманах“ професор Иречек говори, че селото е изгоряло до основи и че новите жители, които са се заселили в местността „Язов дол“, са казвали на старото село „Селище“.
Поминъкът на първите заселници е бил коритарство. Това е продължило 150-200 години. Предполага се, че коритата са продавани в Гаганица, което е било нещо като градче по онова време и се казвало Гарга.
Населението по тези земи се е занимавало с плавене на злато от река Златица, в която е имало златоносен пясък. Така местните жители са изкарвали прехраната си. Разкривали са се и златни мини. Предполага се че е свличана пръст от Слатински връх от пещерата, на която отвора е към село Лесковец и е дълбок няколко километра. Земя е свличана и от местността „Бабките“, където е съществувала и златна мина по времето на римляните, на която останките и днес личат.
В коритото на река Златица в местността „Расин сеч“ се виждат траповете, от които е изкарвана пръст за плавене.
Населението на село Котеновци се е занимавало и със скотовъдство и по-малко със земеделие. Работната земя преди Освобождението е около 8000 дка, а по-късно тя възлиза на 10000 дка. По време на Междусъюзническата война селото наброявало 2940 души.
Най-стари фамилии според преданията са Герелейната, която е очертала границите на Котеновския полски район, Мицаковската фамилия, а по-късное дошла Топузлийската фамилия, Рогачевската, Гьошинската и др. Смята се, че Гьошинската фамилия е дошла от Павликенския край, а Рогачевската от град Пирот, Павловската фамилия е дошла от град Търново. За разлика от други селища, където ромите нямат постоянно местожителство, то ромите в с. Котеновци са от старите фамилии заселени тук. Предполага се, че заселилите се в селото фамилии са били привлечени от златоносните пясъци.
Поради лошия терен на селото турци с постоянно местожителство не е имало. Турчинът, който идвал да събира данъци, бил изгонен от местните жители и той вече не идвал. Селският кръчмар събирал данъците и ги носел.
По предание на дядо Божин Рогачевски, Васил Левски е идвал в селото и се срещал с дядо Иван Генчев, който е бил заможен и му е оказвал парична помощ.

## Културни и природни забележителности
Църквата „Възнесение Христово“, построена през 1863 година.
Чешми с историческа стойност.
Богато биологично разнообразие. Наличие на ендемични видове.

## Редовни събития
Курбан за здраве – Спасовден (40 дни след Великден)
Традиционен събор – първата неделя след Спасовден

## Други
Българският дух и автентичните родни традиции са се запазили във всяко кътче на китното селце Котеновци.
Едва ли някъде по света има такива смирено гаснещи вечери, упоени от мириса на церовни билки и благоуханни цветя! Едва ли другаде ще чуете толкова ясно прекрасните песни на птиците, звучните мелодии на щурците и приспивното ромолене на потоците! 
Тук, в Котеновци, водата е лековита, дърветата са омайни, утрата са свежи, вечерите и нощите – прохладни, а летните дни са морни – потънали в аромата на билки и треви. 
През миналия век тук е кипял богат обществено-културен живот, но днес, след десетилетия, старото училище не се оглася от школския звънец и веселите детски гласчета. Няма ги и някогашните седянки и кръшните хора. Няма го читалището, хранилище на човешкото знание и културни постижения на този край.
Хората тук не са променили своя бит. Те все още помнят разказите за освободителните борби, още слушат звучните български фолклорни песни, още работят усилено, както са се трудили дедите им. Всеки двор през лятото изобилства от вкусни плодове и зеленчуци, отгледани с много грижи и любов. 
А навред тучни поляни с прекрасни цветя и лековити билки, обширни гори, малинови насаждения, гъби. 
Тук всеки е дълбоко свързан с природата и живее според нейните закони – спокойно и пълноценно.
Хората разказват една много интересна легенда. 
Имало едно време един кладенец, от който излизало вода колкото воденична вода. Той се намирал до Чуинци, а срещу него през реката живяла Суинската фамилия, в която се родило и пораснало много красиво момиче. Когато станало на 18 години тя се влюбила в един непознат много красив момък. Всяка вечер тя се срещала с този момък и се прибирала по петляно време, лягала и спала до сутринта. Това не станало скрито от родителите и. В селото се пуснало слух, че красивата девойка се люби тайно с чудовище змей, който бил покровител на извора. Красивата девойка започнала ненадейно да линее. Родителите и се измъчвали и тъгували. Един млад и силен момък от фамилията заявил публично, че ще убие змея, една вечер, когато змеят се връщал от тайната среща, в тишината проехтял изстрел. Змеят с огън обсипал яза и влязъл в отвора на извора. Три дни и три нощи изворът текъл кървав, а след това внезапно пресъхнал. Предвидливи селяни пуснали паздер в отвора на извора и същият се показал след време в извора, който ненадейно излязъл в с. Лесковец в средата на селото. След тази случка красивата мома умряла. Мало и голямо тъгувало за ранната гибел на красивата девойка. Тази легенда и до днес се носи от уста на уста като вечен паметник на любовта.